# Ghar El Melh
Ghar El Melh è una cittadina situata nel nord della Tunisia. Anticamente nota come Porto Farina, è nota per essere stata nei secoli passati rifugio dei corsari barbareschi.

## Geografia fisica
Ghar El Melh è situata ad una cinquantina di chilometri a nord di Tunisi e, ad una quarantina di chilometri ad est di Biserta. Parte del governatorato di Biserta, la municipalità conta 5.018 abitanti. È capoluogo di una delegazione di 18.525 abitanti.

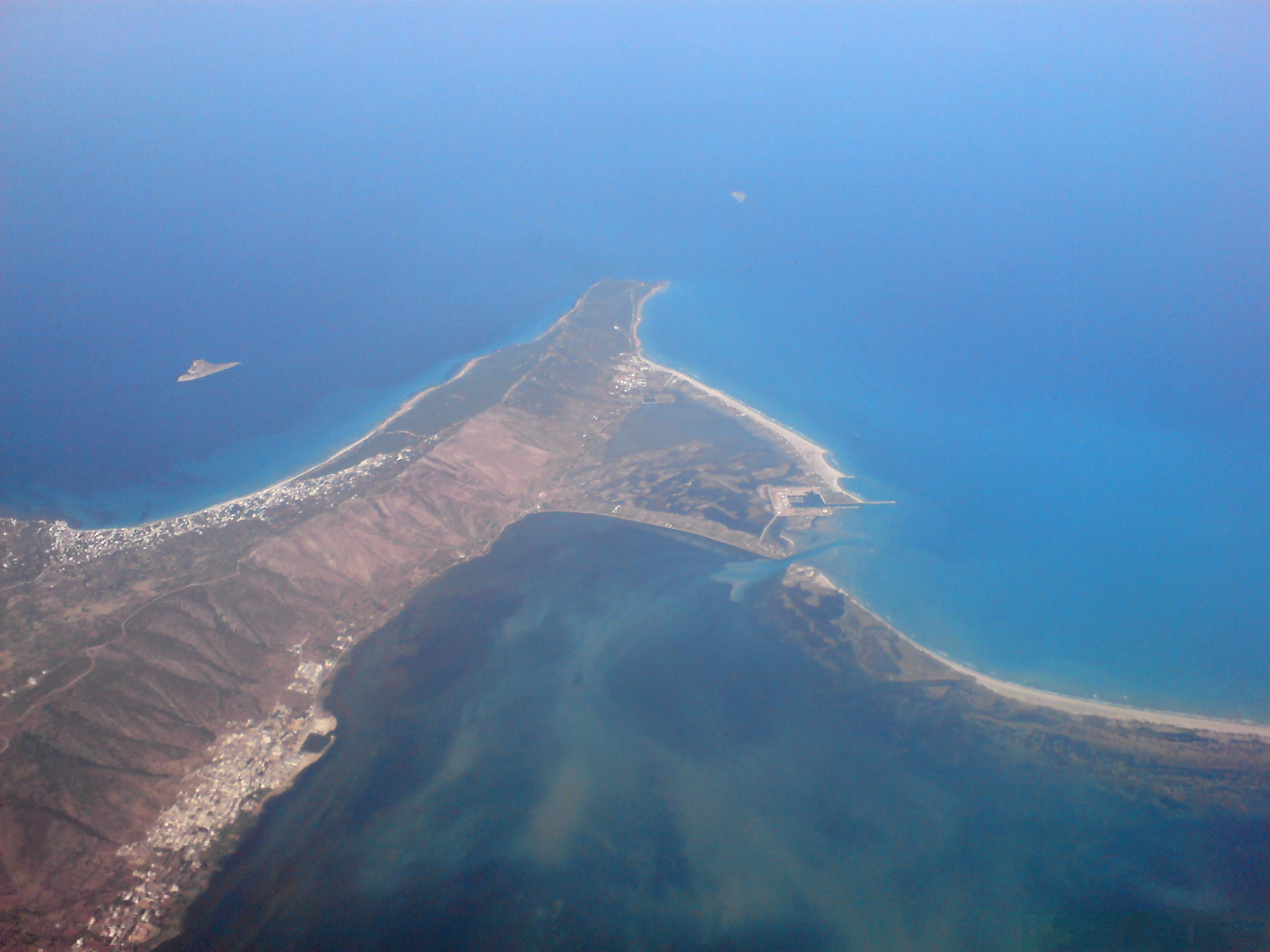
Vista aerea del sito

Costruita ai piedi del gebel Nadur, il villaggio si trova sul fondo della laguna che porta il suo nome, vestigia del golfo d'Utica in gran parte colmato dall'apporto dei sedimenti del Medjerda che si trova a sei chilometri più a sud. La laguna, copre una superficie di circa 3000 ettari ed una ventina di chilometri di riva. La laguna è poco profonda.
La laguna è classificata, dal novembre 2007, zona umida d'importanza internazionale (Convenzione di Ramsar), vista la sua ricchezza naturale e la sua diversità biologica. Le principali specie che sono pescate per ordine d'importanza: il cefalo, l'orata, il branzino, la sogliola e l'anguilla.
Il villaggio è conosciuto per il suo sito storico e la lunga spiaggia di Sidi Ali El Mekki situata a cinque chilometri ad est del villaggio. La municipalità possiede in tutto sette chilometri di costa tra il capo di Sidi ʿAli El Mekki e il porto di Qal'at al-Andalus.

## Origini del nome
Ghar El Melh significa «grotta del sale» in lingua araba (per il fatto che è posizionata in prossimità di alcune saline) ed era anticamente chiamata Porto Farina.

## Storia

### Origini e storia
Fondata all'epoca dell'insediamento dei Fenici in Tunisia (814 a.C. circa), l'antica Rusucmona divenne rapidamente un emporio famoso per essere l'avamporto di Utica. In seguito divenne un'importante base per i corsari barbareschi. Dopo l'occupazione della Tunisia da parte di Carlo V nel 1534, gli spagnoli tentarono di combatterli e vi costruirono un forte ma fu l'ammiraglio britannico Robert Blake che riuscì nel 1654 a sconfiggerli. Tuttavia, il porto e le sue difese furono ricostruite rapidamente e ridivenne une base per i pirati britannici e maltesi. Sotto il regno di Osta Morat, dey di Tunisi, originario di Levanto al potere dal 1638 al 1640, la città accolse una colonia di moriscos arrivati dopo alla loro espulsione da parte di Filippo III di Spagna. Un'altra colonia turca si insediò a seguito dell'appello lanciato da parte del sovrano tunisino che li incoraggiava loro a stabilirvisi.
Nel 1834, un importante arsenale appartenente ad un pirata maltese esplose e distrusse una parte di Ghar El Melh. Ahmed I Bey (1837-1855) decise di mettere fine alla pirateria a Tunisia e di trasformare la loro base in porto commerciale. Vi fece costruire dei nuovi moli e fortificazioni.
A partire dal 1840 comunità di maltesi, d'italo-tunisini e di Francesi s'installarono nel villaggio. La colonia di origine maltese rimase a Ghar El Melh sino a poco prima dell'indipendenza. Una delle attività alle quali si dedicarono originariamente i Maltesi era il contrabbando. Ma, alla fine del XIX secolo, l'installazione di un regime doganiere più rigoroso obbligò i contrabbandieri si trasformarono in pescatori ed in orticoltori. Rifiutando di prendere la nazionalità tunisina nel 1956, i Maltesi furono costretti ad abbandonare il villaggio.

## Monumenti e luoghi d'interesse

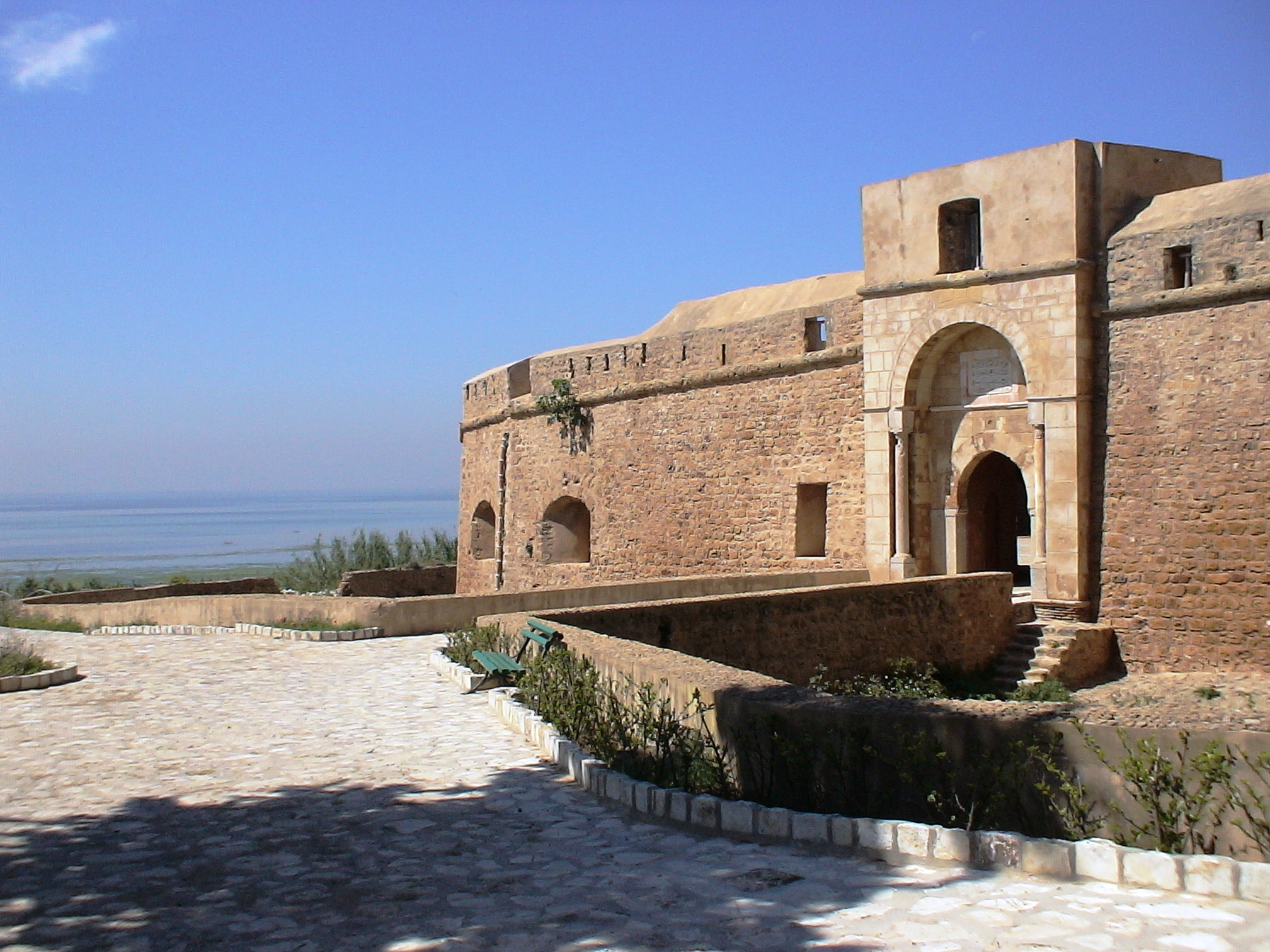
Borj Lazarit (situato all'entrata de villaggio) : è il forte meglio conservato

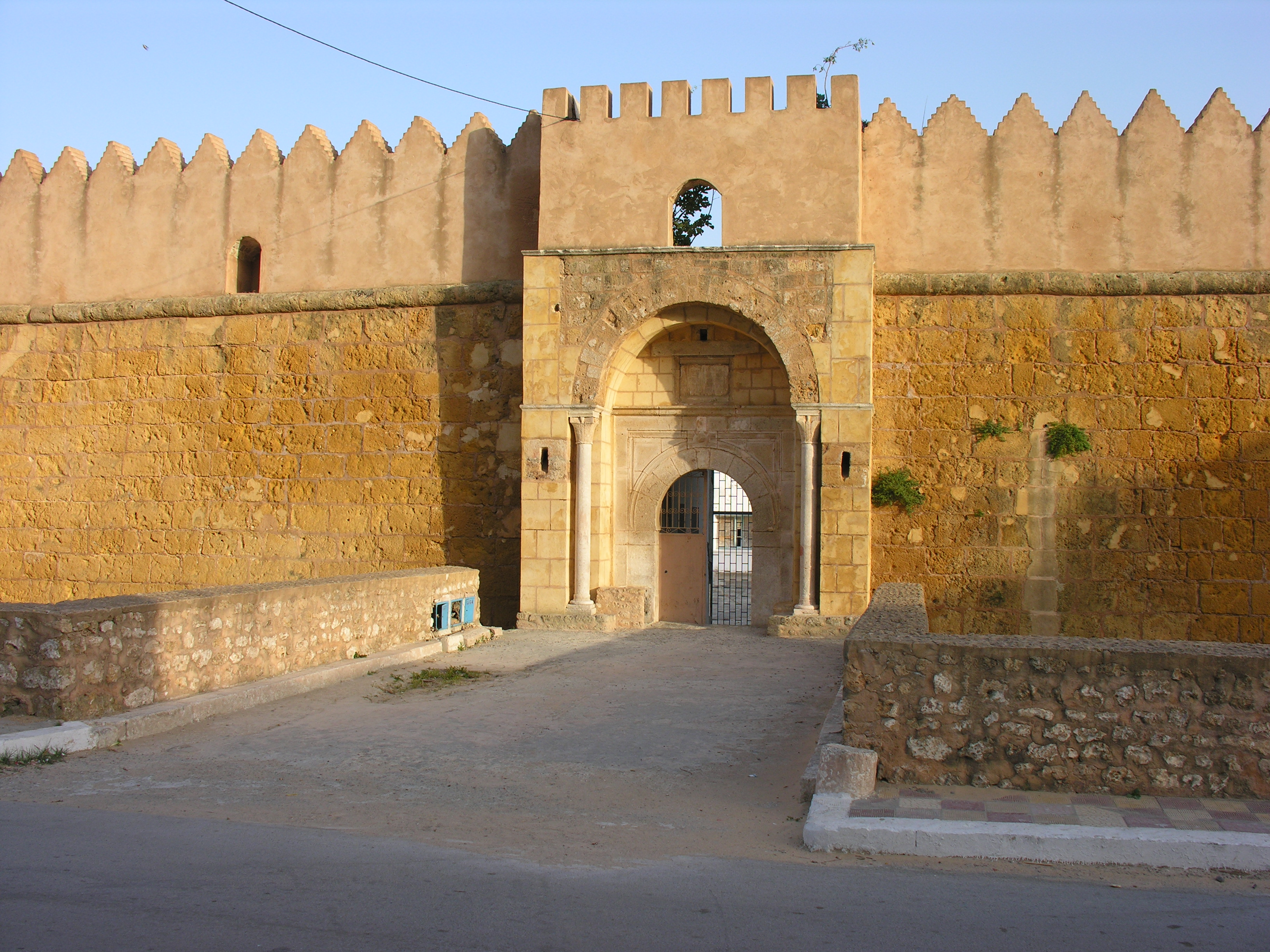
Borj El Wistani (a strapiombo sul vecchio porto) : il più antico dei forti ma, peggio conservato

### El Kishla
Attualmente, si può ammirare il vecchio porto turco così come i tre forti. L'antico porto con l'arsenale, chiamato dagli abitanti «El Kishla», gioca un ruolo preponderante nella regione, sin dall'epoca punica, tanto come emporio commerciale che come area militare grazie al carattere geomorfologico del suo sito d'insediamento. Rinnovato nel 1638, il vecchio porto fu per lungo tempo il porto della più importante base militare della Tunisia. Venne però abbandonata nel 1818 ed un tentativo di recupero senza successo fu intrapreso nel 1838. Divenne in seguito importante porto per la pesca nella regione. Nel 1975, la costruzione d'un nuovo porto, aperto direttamente sul mare, relegò progressivamente il vecchio porto alla pesca artigianale nelle acque della laguna.

### L'Arsenale
L'arsenale fu fondato su ordine di Murad III Bey alla fine del XVII secolo. Era costituito da 17 galere a volta a botte servite da remi come vascelli da guerra. Il cantiere navale era dotato di un oratorio e di due bagni per gli schiavi. Qui erano posizionate le botteghe dei calafatieri, dei carpentieri, dei fabbri e dei fabbricanti d'armi. Fu poco a poco abbandonato finché non divenne che un ammasso di rovine nel 1984. I lavori di restauro hanno tuttavia permesso il recupero dell'insieme di gallerie, di una parte delle arcate ed il consolidamento del frontone e delle sue decorazioni ispirate all'arte anatolica dell'epoca.

### I tre Forti
I tre forti sono tutti d'epoca ottomana, e la loro costruzione è databile intorno al 1650. Storicamente, servirono come prigioni per gli schiavi fatti prigionieri dai corsari grazie alle loro razzie.

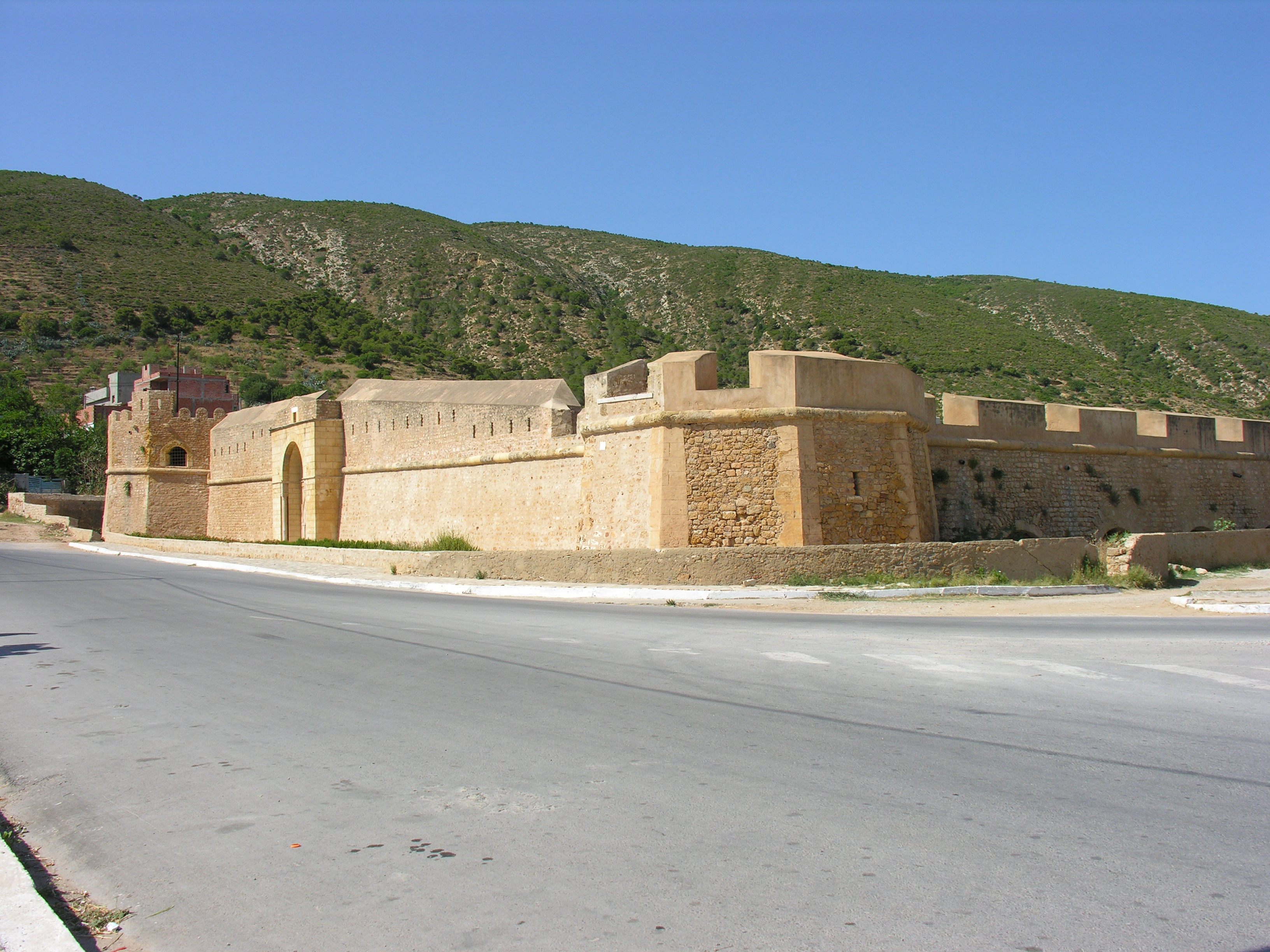
Borj El Loutani (che domina il villaggio) vicino al vecchio porto

Sotto l'impulso degli ingegneri Mori, la fortificazione del XVII secolo adotta la tecnica della «muratura scavata» che appare come la principale caratteristica di quella nuova scuola. I forti di Ghar El Melh figurano fra le loro opere. Il primo forte, situato all'ingresso del villaggio ed edificato nel 1659 per ordine di Hammuda Pascià Bey, è chiamato Borj Lazarit dagli abitanti. È circondato da tutte le parti da un largo fossato. È servito durante tutto il XIX secolo come luogo di quarantena. Il secondo forte, noto come Borj El Wistani, terminato nel 1640 sotto la supervisione dell'architetto andaluso Hajj Musa Jamir al-Andalusi al-Garnati, fu utilizzato come prigione, liceo ed infine come abitazione. Il terzo forte, Borj El Loutani, edificato nel 1659, domina il vecchio porto. Fu utilizzato come sede di guarnigione e come prigione.
Queste tre fortezze hanno subito delle forti trasformazioni ed un altrettanto forte degrado a seguito della loro trasformazione in prigione civile (karraka), probabilmente dal 1881, data d'inizio del protettorato francese in Tunisia. Nel 1922, i tre forti vennero classificati come monumenti storici. Nel 1964, le prigioni furono chiuse. Il governo tunisino ha intrapreso, a partire dal 1990, un vasto programma di restauri e di valorizzazione di questi monumenti.

### Sidi Ali El Makki e Gebel Nadour
Il villaggio è posizionato nei pressi della spiaggia di Sidi Ali El Mekki, una delle più belle della Tunisia.

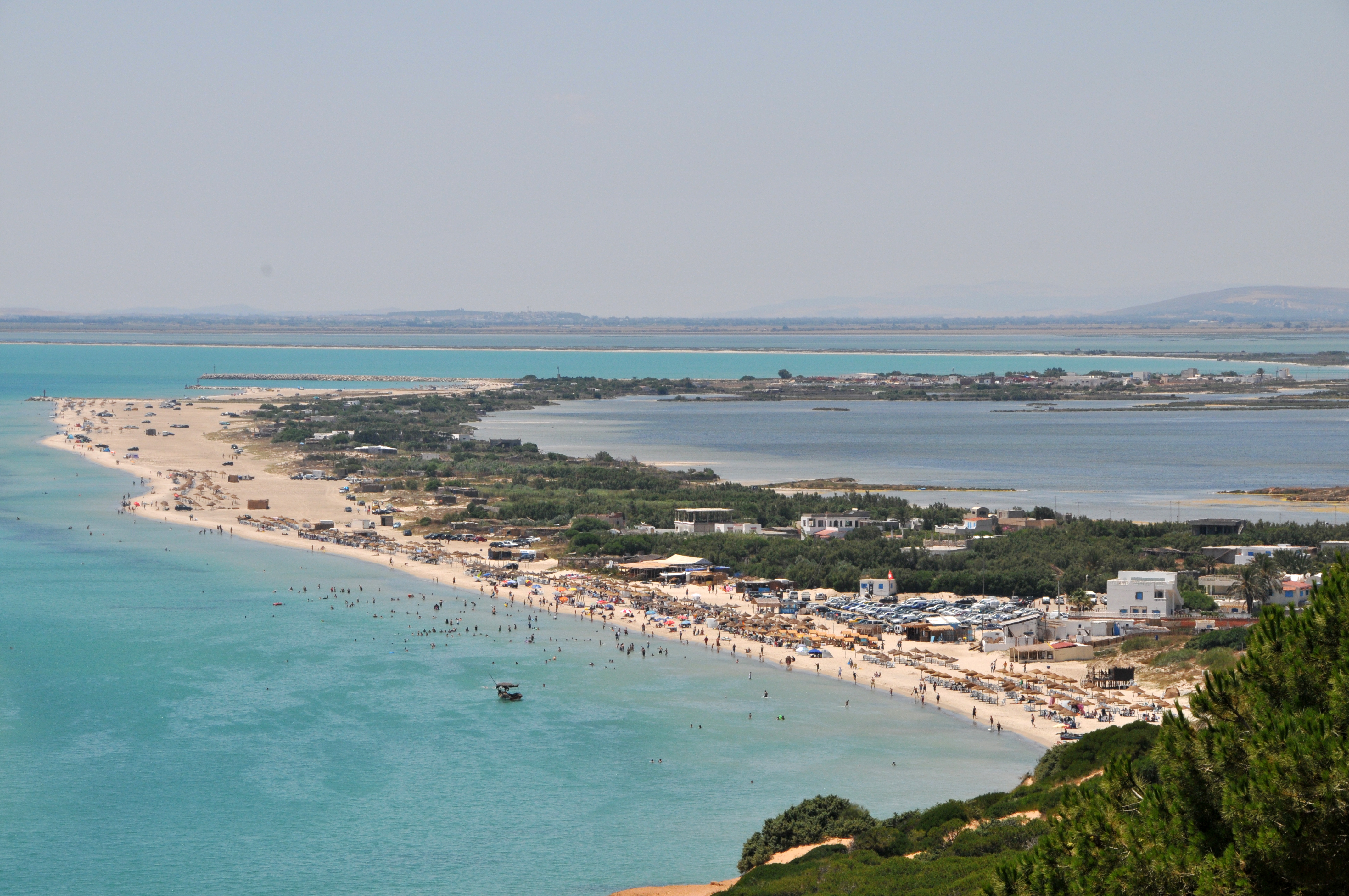
Vista della spiaggia dal Gebel Nadour

La sommità de Gebel Nadour, ad un'altitudine di 334 metri, è accessibile in macchina ed offre una superba vista della regione. Il gebel degrada verso est per formare il capo Sidi Ali El Mekki (chiamato anche capo Farina o promontorio di Apollo), di fronte all'isola Plane, che segna una delle estremità della dorsale tunisina.
Più ad est della spiaggia e sul fianco sud del Gebel Edmina, si può visitare il mausoleo di Sidi Ali El Mekki che è diventato un luogo di pellegrinaggio che attira fedeli da molte regioni della Tunisia.
Più lontano ancora è situato sul promontorio a strapiombo di capo Farina, si trova il mausoleo di Sidi Haj M'Barek.

## Cultura
Durante il periodo estivo, si può assistere al più grande ritrovo di fotografi in Tunisia: gli Incontri internazionali di fotografi di Ghar El Melh. Le esposizioni e gli atelier sono tenuti all'interno di due dei tre forti; la settima edizione si è tenuta da 1º luglio al 5 luglio 2009.

## Economia
Fin dall'antichità, la popolazione di Ghar El Melh lavorò esclusivamente nell'agricoltura e nella pesca.

### Agricoltura
L'agricoltura è fonte d'occupazione, con grande varietà di colture. È associata all'arboricoltura. Si pratica anche l'allevamento bovino, ovino ed avicolo.
Il paesaggio di queste zone è marcato da un mosaico di terrazze, nate per adattarsi al meglio alla difficile natura del territorio, che gode però di una buona pluviometria e dell'esistenza di 1200 pozzi. Queste colture a terrazza vennero probabilmente sviluppate grazie all'apporto dei migranti andalusi.
La delegazione di Ghar El Melh conta circa 8885 ettari di terre agricole che danno lavoro a circa 1842 agricoltori.

### Pesca

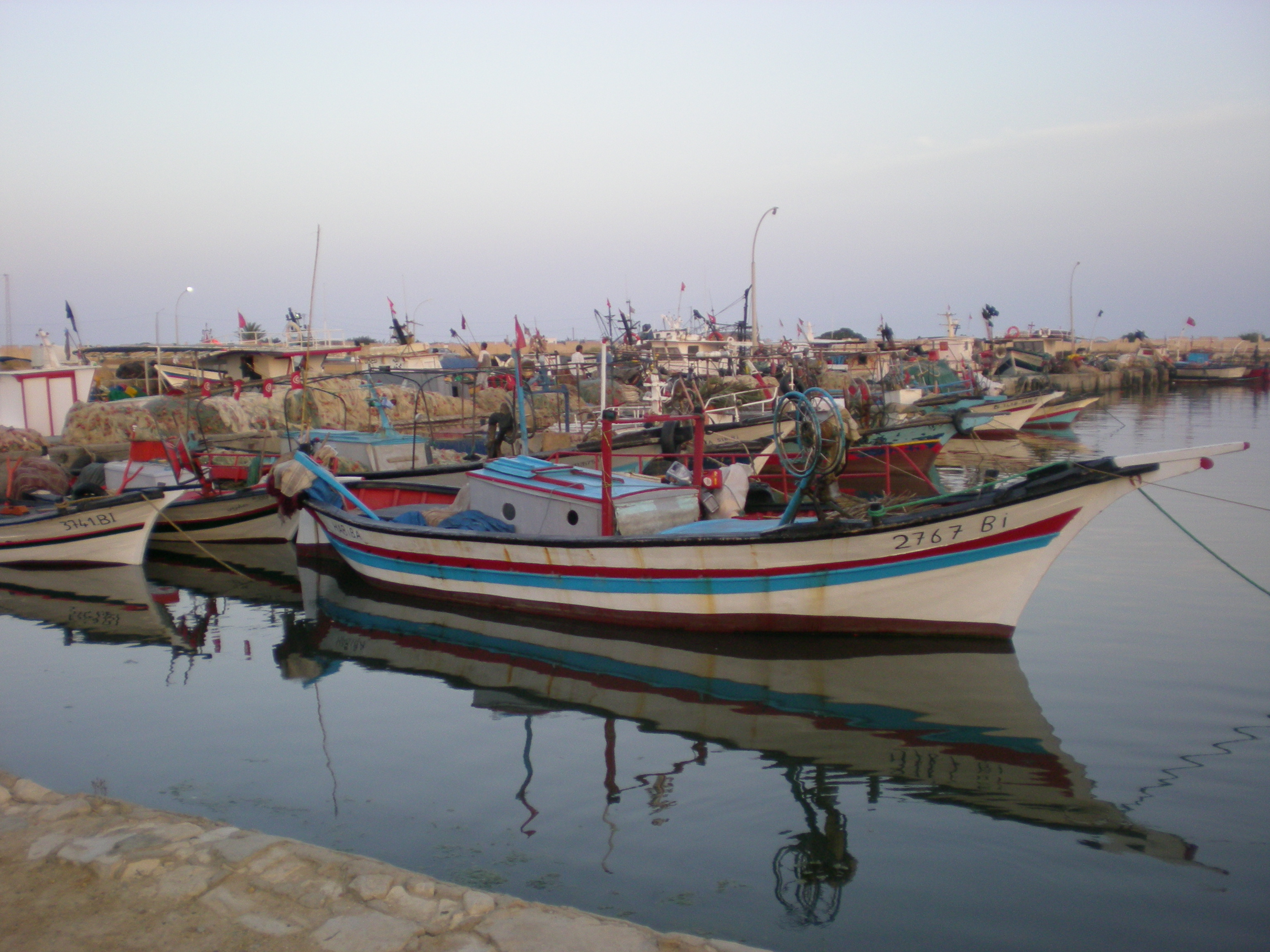
Nuovo porto per la pesca

La pesca costituisce da parecchio una delle attività economiche principali della regione. Il settore impiega essenzialmente tecniche tradizionali ed assorbe una fetta di manodopera molto importante.
Il nuovo porto fornisce riparo per circa 200 imbarcazioni ed è consacrato alla pesca costiera. Il vecchio porto ospita una cinquantina di piccole barche che pescano nella laguna. Ogni anno a Ghar El Melh vengono pescate circa 1500 tonnellate di pesce (di cui circa trenta provenienti dalla laguna).
La prossimità del Mejerda genera un riempimento continuo e progressivo del porto. Ciò esige un dragaggio periodico e la necessità della costruzione di dighe di protezione collegate alla riva e visibili dalla spiaggia limitrofa il porto.